# Complementary code keying
Pour les articles homonymes, voir CCK.
Le complementary code keying (CCK) est un procédé de modulation du signal numérique basé sur le codage de bits permettant d'obtenir les séquences de débits 5,5 Mbit/s et 11 Mbit/s dans la bande de fréquences des 2,4 GHz. Ce procédé est utilisé pour les transmissions de données par liaison sans fil (WLAN) et, plus particulièrement, décrit dans le standard IEEE 802.11b appartenant au groupe de normes IEEE 802.11 (Wi-Fi).

## Description
La modulation CCK, codifiant le signal à transmettre, s'effectue à l'aide d'une suite de huit symboles complexes représentant des modulations codées en bloc. Cette suite définit un mot de code C à partir de quatre valeurs de phase {\displaystyle \varphi _{1},\varphi _{2},\varphi _{3},et\varphi _{4}}. La formulation mathématique du mot de code C est la suivante:
{\displaystyle \mathbf {C} =\left\{e^{j(\varphi _{1}+\varphi _{2}+\varphi _{3}+\varphi _{4})},e^{j(\varphi _{1}+\varphi _{3}+\varphi _{4})},e^{j(\varphi _{1}+\varphi _{2}+\varphi _{4})},-e^{j(\varphi _{1}+\varphi _{4})},e^{j(\varphi _{1}+\varphi _{2}+\varphi _{3})},e^{j(\varphi _{1}+\varphi _{3})},-e^{j(\varphi _{1}+\varphi _{2})},e^{j\varphi _{1}})\right\}}
avec {\displaystyle \mathbf {C} =\left\{c0,c2,...,c7\right\}}.

## Modulation CCK à 5,5 Mbit/s
Le mot de code C est représenté par 4 bits (d0 à d3) transmis par symbole. Le premier terme {\displaystyle \varphi _{1}} est encodé par les deux premiers bits d0 et d1 selon une modulation différentielle basée sur DQPSK. Les bits d2 et d3, quant à eux, encodent les valeurs de phase {\displaystyle \varphi _{2},\varphi _{3},et\varphi _{4}}.

## Modulation CCK à 11 Mbit/s
Dans ce cas, le mot de code C est représenté par 8 bits (d0 à d7) transmis par symbole. Les bits d0 et d1 encodent {\displaystyle \varphi _{1}} de la même manière que le codage CCK à 5,5 Mbit/s. Les phases {\displaystyle \varphi _{2},\varphi _{3},et\varphi _{4}} sont encodées par les bits d2 à d7 à l'aide de la table d'encodage QPSK suivante :
| Bits [di,d(i+1)] | Phase {\displaystyle \varphi _{i}}                |
| ---------------- | ------------------------------------------------- |
| 00               | 0                                                 |
| 01               | {\displaystyle \pi /2}                            |
| 10               | {\displaystyle \pi }                              |
| 11               | {\displaystyle 3\pi /2} ({\displaystyle -\pi /2}) |